# Церендорж Ганхуяг
Церендорж Ганхуяг е монголски политик и дипломат.

## Кариера
- 1996 – Експортната академия в Ройтлинген, Германия.
- 1996 – 2000 – депутат във Великия държавен Хурал на Монголия.
- 2004 – 2006 – заместник-министър на земеделието и храните.
- 2007 – 2008 – министър на земеделието и храните.
- 2010 – посланик в България, и за Гърция.